# Miłość w czasach popkultury
Miłość w czasach popkultury – album zespołu Myslovitz, wydany w 1999 roku. Otrzymał "złotą" i "platynową płytę" i był trzecim najlepiej sprzedającym się albumem w Polsce w 2000 roku. Single odniosły sporą popularność, a Myslovitz dostało "Fryderyki" w kategoriach: zespół, płyta, teledysk i piosenka (dwukrotnie).
16 lutego 2009 została wydana reedycja albumu. Wydawnictwo wzbogacone zostało płytą demo z niepublikowanymi wcześniej wersjami znanych już nagrań.
Nagrania dotarły do 12. miejsca listy OLiS i uzyskały status podwójnej platynowej płyty.

## Lista utworów
| 1.  | "Chłopcy"                     | 3:58  |
|     |                               |       |
| 2.  | "Nienawiść"                   | 3:47  |
|     |                               |       |
| 3.  | "Długość dźwięku samotności"  | 4:11  |
|     |                               |       |
| 4.  | "Dla ciebie"                  | 3:45  |
|     |                               |       |
| 5.  | "Peggy Sue nie wyszła za mąż" | 4:25  |
|     |                               |       |
| 6.  | "Gdzieś"                      | 4:31  |
|     |                               |       |
| 7.  | "Kraków"                      | 4:07  |
|     |                               |       |
| 8.  | "Miłość w czasach popkultury" | 3:12  |
|     |                               |       |
| 9.  | "Noc"                         | 5:53  |
|     |                               |       |
| 10. | "Alexander"                   | 4:01  |
|     |                               |       |
| 11. | "My"                          | 3:26  |
|     |                               |       |
| 12. | "Zamiana"                     | 6:26  |
|     |                               |       |
|     |                               | 51:42 |
|     |                               |       |
| Miłość w czasach popkultury – demo 1998 (bonus CD2) |
| --- |
| 1. "Chłopcy" 2. "Nienawiść" 3. "Długość dźwięku samotności" 4. "Dla ciebie" 5. "Peggy Sue nie wyszła za mąż" 6. "Gdzieś" 7. "Kraków" 8. "Miłość w czasach popkultury" 9. "Noc" 10. "Alexander" 11. "My" 12. "Zamiana" 13. "Książka z drogą w tytule" 14. "Nienawiść" (Bonus Track) |

## Skład
- Artur Rojek – wokal, gitara
- Wojtek Kuderski – perkusja
- Jacek Kuderski – gitara basowa
- Wojtek Powaga – gitara
- Przemek Myszor – gitara, instrumenty klawiszowe

## Notowania

### Listy sprzedaży tygodniowej
| Kraj   | Lista                    | Najwyższa pozycja |
| Polska | OLiS – albumy            | 1                 |
| Polska | OLiS – albumy w streamie | 32                |
| Polska | OLiS – albumy – winyle   | 1                 |